# Sonic the Hedgehog 3
Sonic the Hedgehog 3 (jap.: ソニック・ザ・ヘッジホッグ3, Hepburn: Sonikku za Hejjihoggu 3), auch nur Sonic 3, ist ein 2D-Jump-’n’-Run-Computerspiel, das von Sonic Team und Sega Technical Institute (STI) entwickelt und von Sega erstmals in den USA am 2. Februar 1994 für das Sega Mega Drive veröffentlicht wurde.
Für dieses Spiel wurden neue Fähigkeiten, Items und erstmals eine Speicherfunktion eingebaut, sowie der neue Charakter Knuckles the Echidna eingeführt. Der rote Ameisenigel ist zunächst ein Rivale von Sonic und wird ab dem Folgespiel ein Verbündeter im Kampf gegen Dr. Robotnik.
Mit dem Modul dieses Spiels schaltet man auf dem Lock-On-Cartridge von Sonic & Knuckles das Spiel Sonic 3 & Knuckles frei.
Es ist der Nachfolger von Sonic the Hedgehog 2 (1992) und der Vorgänger von Sonic & Knuckles (1994).

## Handlung
Selbst einige Tage nach den letzten Ereignissen in Sonic the Hedgehog 2 (1992), bei denen Sonic Dr. Robotnik auf dem Death Egg besiegte und dieses damit zum Absturz brachte, wurde das abgestürzte Death Egg weit und breit nicht gefunden oder auch nur gesehen. Sonic und seine Freunde überlegen daher, ob die uralte Legende der fliegenden Insel Angel Island wahr sein könnte und das Death Egg ausgerechnet darauf abgestürzt ist. Laut der Legende sollen die Chaos Emeralds von dort stammen und nachdem Tails ein Radargerät zur Erfassung von Chaos Emerald-Energie gebaut hat, nimmt dieses tatsächlich noch andere Energie neben den in Sonics Besitz befindlichen sieben Chaos Emeralds wahr.
Mit dem Doppeldecker-Flugzeug namens Tornado folgen Sonic und Tails dem Signal und entdecken tatsächlich die Insel Angel Island aus der Legende, über dem Meer in Wolken verhüllt schwebend. Sonic verwandelt sich mit den sieben Chaos Emeralds in Super Sonic und gerade als er die Insel betritt, schafft es ein roter Ameisenigel namens Knuckles the Echidna, Sonic die sieben Chaos Emeralds abzunehmen. Sonic und Tails erkunden die Insel, erkennen jedoch schnell, dass Dr. Robotnik auch hier die heimischen Tiere in Roboter und Kapseln eingesperrt hat. Es stellt sich heraus, dass Angel Island den Absturz des Death Egg in der Tat abfederte und Dr. Robotnik seit dem Absturz damit beschäftigt ist, das Death Egg hier wieder zu reparieren. Er traf dabei auf Knuckles, dem Wächter der Insel und letzten lebenden Echidna, und erzählte ihm, dass ein Igel namens Sonic und ein Fuchs namens Tails kommen werden, um die Schätze, die Knuckles bewacht, zu stehlen. Leichtgläubig glaubt Knuckles Dr. Robotnik, hilft ihm bei der Reparatur des Death Egg und hält Sonic und Tails auf ihrer Reise immer wieder auf.
Nach einigen Abenteuern erreichen Sonic und Tails die Launch Base Zone, wo sie das Death Egg im Reparaturzustand vorfinden. Sie besiegen Dr. Robotnik, der daraufhin das Death Egg hektisch abheben lässt, ohne Rücksicht auf Knuckles, der beim Startvorgang in die Tiefe fällt. Nach einem erneuten Kampf gegen Dr. Robotnik und seinem Big Arm stürzt das noch unfertige Death Egg nur kurze Zeit nach dem Start genau in den Vulkanschlot auf Angel Island ab. Die Handlung wird nahtlos in Sonic & Knuckles (1994) fortgesetzt.

## Gameplay
In Sonic the Hedgehog 3 übernimmt der Spieler die Kontrolle über den blauen Igel Sonic, der von Tails auf Schritt und Tritt begleitet wird, in einem sidescrollenden 2D-Jump-'n'-Run. Alternativ kann im Spielstands-Auswahlmenü auch eingestellt werden, nur mit Sonic oder nur mit Tails allein das Abenteuer zu bestreiten. Das Leveldesign passt sich mit Sprungfedern, Loopings und mehr dem dynamischen, schnellen Spielgefühl an. Neben dem Steuerkreuz zur Bewegung ist nur ein Aktionsknopf zum Springen nötig. In springender oder rollender Form, Spin Attack genannt, kann Sonic Gegner besiegen oder Itemboxen in Form von Monitoren öffnen. Wenn man mit dem Steuerkreuz nach unten die Spielfigur ducken lässt und dann die Sprungtaste betätigt und loslässt, kann sie mit dem Spin Dash aus dem Stand schnell mit der Spin Attack nach vorne preschen. Wenn man im Sprung nochmals die Sprung-Taste betätigt, nutzt Sonic seine neue Fähigkeit Insta-Shield, die ihn für den Bruchteil einer Sekunde unverwundbar macht oder beginnt Tails für begrenzte Zeit in der Luft zu fliegen oder unter Wasser zu schwimmen. Wenn im Koop-Modus ein zweiter Spieler die Kontrolle über Tails übernimmt und fliegt, kann sich Sonic an Tails festhalten und mitfliegen. Bei Berührung können die goldenen Ringe eingesammelt werden; Nimmt die Spielfigur Schaden, verliert sie die Ringe. Nimmt die Spielfigur Schaden, ohne Ringe zu besitzen, fällt in einen tödlichen Abgrund, wird zerquetscht oder ertrinkt, verliert sie ein Extraleben, von denen man zu Spielbeginn drei besitzt. Sammelt man 100 Ringe, erhält man ein weiteres Extraleben. Auch in den Monitoren, auf dessen Bildschirm das jeweilige enthaltene Item angezeigt wird, kann ein Extraleben, zehn Ringe, ein Flammenschild (Schutz vor Feuer und Lava, Frontalattacke bei Sprungtaste in der Luft, erlischt im Wasser), ein Wasserschild (unbegrenzt unter Wasser atmen, auf Boden aufprallen und höher springen bei Sprungtaste im Sprung), ein Elektroschild (Schutz vor Elektrizität, zieht Ringe magnetisch an, erlischt im Wasser), vorübergehende erhöhte Geschwindigkeit, vorübergehende Unverwundbarkeit oder im Falle eines Dr. Robotnik-Monitors Schadenzufuhr enthalten sein. Checkpoints in Form von Laternen markieren bei einem Lebensverlust den Rücksetzpunkt. Auch werden bei allen Aktionen Punkte gesammelt, die wiederum „Continues“ geben können, sodass das Spiel trotz Verlust sämtlicher Extraleben fortgesetzt werden kann. Die meisten Gegner können mit der Spin Attack besiegt werden, was Punkte bringt und die gefangenen Tiere befreit.

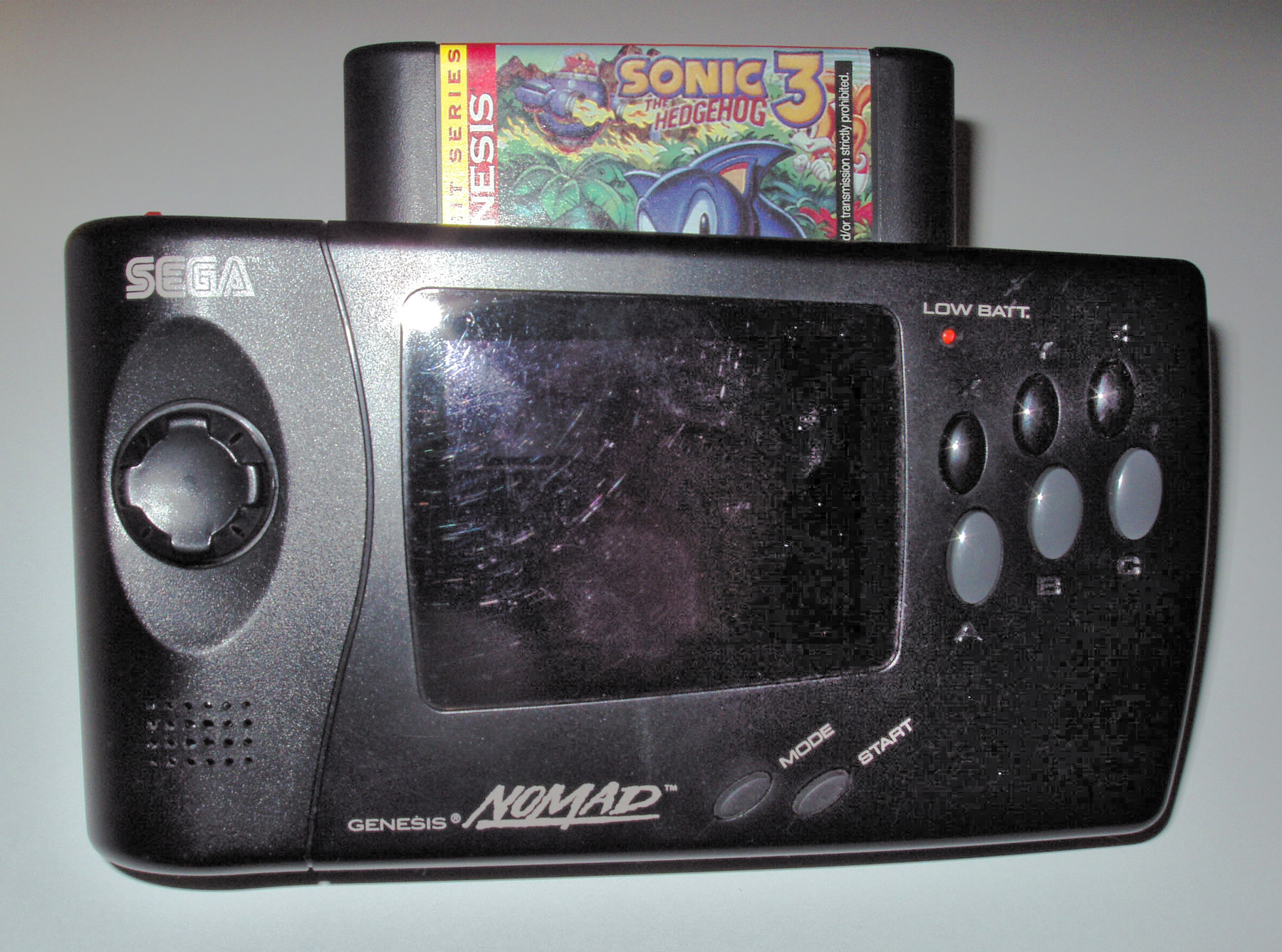
Amerikanisches Sonic-the-Hedgehog-3-Modul in einem Sega Nomad

Das Spiel besteht aus sechs Zonen (Angel Island Zone, Hydrocity Zone, Marble Garden Zone, Carneval Night Zone, Ice Cap Zone und Launch Base Zone) mit je zwei Acts, die als Level definiert werden können. Jede Zone hat dabei ihre eigene Thematik, Aussehen und Gegner-Vielfalt. Im Spiel unterscheiden sich die beiden Acts oft soundtechnisch und grafisch untereinander, etwa weil sich die Umgebungen im Gegensatz zu seinen Vorgängern nicht mehr abrupt nach einem Ladebildschirm ändern, sondern zusammenhängen und so das jeweils nächste Level ohne spürbare Ladezeit weitergespielt werden kann. Auch die Übergänge zwischen den Zonen sind thematisch mehr oder weniger sinnvoll gestaltet und ändern sich aus unterschiedlichen Gründen (z. B. fällt Sonic nach Abschluss der Angel Island Zone in die Hydrocity Zone, von der aus er in die Marble Garden Zone gespült wird und so weiter). Zudem sind die Acts spürbar länger als in der Vorgängern. Am Ende jedes ersten Acts wartet zudem ein Kampf gegen eine von Dr. Robotniks Maschinen, am Ende jedes zweiten Acts gegen Widersacher Dr. Robotnik selbst. Die letzte Zone endet mit drei Bosskämpfen direct hintereinander, zuletzt mit dem Big Arm, bevor das Spiel mit dem Abspann endet. Wenn die Spielfigur mit mindestens 50 Ringen einen Checkpoint aktiviert, kann sie unmittelbar über dem Checkpoint durch einen Sternenkreis in die Bonus Stage gelangen, in der die Spielfigur in einen Kaugummiautomaten gelangt, in dem es Ringe, Extraleben oder die verschiedenen Schutzschilde zu sammeln gibt. Innerhalb aller Acts sind große Ringe an entlegenen Orten versteckt, durch die die Spielfigur zu den sieben Special Stages gelangt, wo es jeweils einen der sieben im Spiel befindlichen Chaos Emeralds zu finden gibt, indem man im Blue Spheres-Minispiel alle blauen Kugeln durch Berühren in rote Kugeln verwandelt. Sobald man alle sieben Chaos Emeralds gesammelt hat, kann sich Sonic, wenn er mindestens 50 Ringe besitzt, mittels der Sprungtaste in einem Sprung in Super Sonic verwandeln. In dieser Form ist der Spieler unverwundbar, deutlich schneller und springt höher, jedoch zählt die Ringanzahl stetig rückwärts. Sobald alle Ringe aufgebraucht sind, verwandelt man sich zu Sonic zurück. Tails verfügt auch mit allen Chaos Emeralds über keine Verwandlung (abgesehen von der Version auf Sonic Origins (2022), dort verwandelt sich Tails mit allen sieben Chaos Emeralds zu Super Tails).
Erstmals in der Sonic-Serie verfügt Sonic the Hedgehog 3 über eine Speicher-Funktion. Nach dem Titelbildschirm gelangt man zum Spielauswahlmenü. Das Spiel kann auf einem Speicherstand oder ohne zu Speichern begonnen werden. Spielt man auf einem Speicherstand, wird nach jeder Zone der ausgewählte Charakter, sowie die Punktzahl, die Anzahl an Leben und Chaos Emeralds gespeichert und der Spieler kann bei einem Game Over von diesem Speicherstand das Spiel fortsetzen. Wird eine neue Zone erreicht, wird der vorherige Speicherstand automatisch überschrieben. Wird das Spiel abgeschlossen, kann man auf diesem Speicherplatz frei zwischen den Zonen wählen und es können noch nicht gesammelte Chaos Emeralds gesammelt werden.
Im Mehrspielermodus stehen die eigens hierfür erschaffenen Azure Lake Zone, Balloon Park Zone, Chrome Gadget Zone, Desert Palace Zone und Endless Mine Zone (Anfangsbuchstaben von A bis E sortiert) im Splitscreen-Format zur Verfügung. Dabei übernehmen die Spieler die Kontrolle über Sonic, Tails oder Knuckles und gewonnen hat, wer innerhalb mehrerer Runden am schnellsten das Ziel erreicht.

### Level
| Nr. | Zone                | Acts | Bosskämpfe                                     | Gegner                                                              |
| --- | ------------------- | ---- | ---------------------------------------------- | ------------------------------------------------------------------- |
| 1   | Angel Island Zone   | 2    | Fire Breath, Egg Scorcher Mk. III              | RhinoBot, Monkey Dude, Bloominator, Catakiller Jr.                  |
| 2   | Hydrocity Zone      | 2    | Big Shaker, Egg Vortex                         | Turbo Spiker, Buggernaut, Jawz, Blastoid, Mega Chopper, Pointdexter |
| 3   | Marble Garden Zone  | 2    | Tunnelbot, Egg Drillster Mk. II                | Bubbles, Mantis, Spiker                                             |
| 4   | Carnival Night Zone | 2    | Bowling Spin, Egg Gravitron                    | Batbot, Clamer, Sparkle                                             |
| 5   | Ice Cap Zone        | 2    | Big Icedus, Egg Froster                        | Penguinator, Star Pointer                                           |
| 6   | Launch Zone         | 2    | Twin Hammer, Egg Cannon, Beam Rocket, Big Arms | Orbinaut, Ribot, Snail Blaster, Corkey, Flybot767                   |

## Entwicklung
Nach der Fertigstellung von Sonic the Hedgehog 2 wurde das Sega Technical Institute in ein amerikanisches Team, welches mit der Entwicklung von Sonic the Hedgehog Spinball begann, und in ein japanisches Team, welches Sonic the Hedgehog 3 entwickeln sollte, aufgeteilt. Nachdem es Sonic the Hedgehog 2 schaffte, den ersten Teil der Serie in allen Hinsichten zu verbessern, war es bei der Entwicklung des dritten Sonics das Ziel, dies nochmals zu toppen. Jedoch gab es aufgrund der Speicherkapazität des Sega Mega Drive-Spielmoduls spürbare Grenzen, weswegen man schon in Sonic the Hedgehog 2 Inhalte wegfallen lassen oder verschiedene Zonen ineinander implementieren musste. Man entschied sich daher früh in der Entwicklung dafür, Sonic the Hedgehog 3 auf zwei Module aufzuteilen, eines davon als Lock-on-Cartridge, womit man beide Module miteinander kombinieren konnte, was mit doppeltem Speicherplatz für mehr Inhalt sorgen sollte. Nachdem sämtliche Tests positiv verliefen, stand der Technologie nichts im Wege. Zunächst sollten die beiden Spiele die Namen Sonic the Hedgehog 3 Part I und Sonic the Hedgehog 3 Part II tragen, bei der Veröffentlichung trugen sie den Namen Sonic the Hedgehog 3 und Sonic & Knuckles, die beide im Jahre 1994 erschienen. Das eigentliche, dritte große Abenteuer von Sonic entsteht also, wenn man das Sonic-the-Hedgehog-3-Modul auf das Lock-on-Cartridge von Sonic & Knuckles steckt.
Die ursprünglich geplante Reihenfolge der Zonen wurde dabei im Laufe der Entwicklung verändert, was teils Erklärungen erschwert. Beispielsweise stößt Sonic am Ende der Flying Battery Zone, die statt in Sonic the Hedgehog 3 erst in Sonic & Knuckles umgesetzt wurde, eine Tür auf, die mit Sonic zusammen in die Tiefe fällt. Eigentlich sollte daraufhin die Ice Cap Zone folgen, wo Sonic zu Beginn eben diese Tür als Snowboard benutzt. Da die Reihenfolge geändert wurde, findet Sonic zu Beginn der Ice Cap Zone auf die Schnelle ein Snowboard, welches er dann benutzt. Die Tür, mit der Sonic in Sonic & Knuckles am Ende der Flying Battery Zone im Tiefe stürzt, verschwindet in der nun folgenden Sandopolis Zone spurlos. Auch andere Zonenübergange waren anders geplant, konnten aber besser geändert werden.
Der neue Charakter Knuckles the Echidna wurde designed von Takashi Yuda. Er sollte weniger Schnelligkeit und mehr Stärke repräsentieren, weswegen er auch Wände zerbrechen kann. Bevor er seinen finalen Namen Knuckles erhielt, trug er in der Entwicklungsphase den Namen „Dreds“.

## Soundtrack

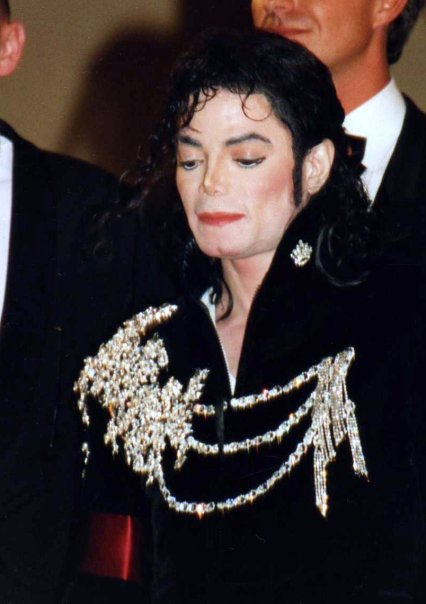
Michael Jackson nahm Einfluss auf den Soundtrack des Spiels.

Der originale Soundtrack des Spiels wurde im Jahre 1993 von Hisaki Nimiya und erstmals von Jun Senoue, der 1998 seine Band Crush 40 gründete und seitdem bis heute der wichtigste Komponist für die Soundtracks der meisten Sonic-Spiele ist, erstellt.
Ein weiterer von Sega geplanter Coup, um mit dem neuen Sonic the Hedgehog 3 noch mehr Aufsehen zu erregen, war die Zusammenarbeit mit dem US-amerikanischen Musiker Michael Jackson, einer der bekanntesten Prominenten der damaligen Zeit. Der bereits entworfene Soundtrack von mitunter Hisaki Nimiya und Jun Senoue, wie in frühen Prototyp-Versionen des Spiels zu hören, wurde teils verworfen und aufgrund der zustandegekommenen Kooperation setzten neue Komponisten des Spiels unter anderem Teile von Michael Jacksons Musikstücken auf die 16-Bit-Engine des Sega Mega Drive um, ähnlich wie beim 1990 veröffentlichten Michael Jackson's Moonwalker.
Laut seinem Komponisten Brad Bruxer soll Michael Jackson in einem Treffen mit Sega die Unterstützung und Kooperation für Sonic the Hedgehog 3 zugesagt und vor Ort direkt einen kleineren Track entworfen haben, der im letztendlichen Spiel im Competition-Menü zu hören war. Anschließend habe Michael Jackson die Verantwortung für die Kompositionen sämtlicher anderer Soundtracks an Brad Buxer übertragen, sodass nur noch dieser und nicht weiter Michael Jackson am erneuerten Soundtrack beteiligt war, wie Brad Buxer in einem Interview am 9. Juni 2022 berichtete.
Bis heute ungeklärt ist die Frage, warum trotz teils erneuertem Soundtrack mit keinem Wort die Kooperation mit Michael Jackson zum Bewerben des Spiels erwähnt wurde. In den Credits taucht zwar der Name Brad Buxer, aber nicht Michael Jackson auf, sodass dessen Einfluss lange Jahre nicht bekannt war. Es wird angenommen, dass die im Jahre 1994 publik gewordenen Kindesmissbrauchsvorwürfe von Michael Jackson und den daraus resultierenden Gerichtsverhandlungen Anlass für Sega war, die Kooperation zu verschweigen. Zwar wurde lange Jahre angenommen, Michael Jackson sei mit den Ergebnissen und mit der Qualität seiner Lieder im 16-Bit-Klang nicht zufrieden gewesen, wobei dies beim 1990 veröffentlichten Michael Jackson's Moonwalker auch kein Problem darstellte.
Die von Brad Buxer für Sonic the Hedgehog 3 entworfenen Soundtracks basieren teils auf existierende Songs von Michael Jackson: Das Ending Theme basiert auf „Stranger in Moscow“, ein Part des Carnival Night Zone-Tracks stammt aus „Jam“, Elemente aus „Ghosts“ und „Blood in the Dancefloor“ kommen im Knuckles Theme und im Zwischenboss-Soundtrack vor. Hinzu kommt die Launch Base Zone mit einzelnen Soundsamples. Die Musik der Ice Cap Zone kommt vom Song „Hard Times“ von der Band The Jetzons, der ebenfalls von Michael Jacksons Komponist Brad Buxer entworfen, aber erst im Jahre 2008 veröffentlicht wurde. Diese Fakten waren jahrelang Gerüchte, bis sie 2016 von der Musikabteilung von Sega offiziell bestätigt wurden und 2022 sowohl von Brad Buxer in einem Interview und von Yūji Naka auf Twitter erwähnt wurden.
Es ist auffällig, dass Sonic the Hedgehog 3 nicht annähernd so oft neuveröffentlicht wurde wie seine Vorgänger. Es ist davon auszugehen, dass die von Brad Buxer entworfenen Soundtracks ein Mitgrund dafür sind. Dafür spricht, dass die 1997 erschienene Sonic & Knuckles Collection die betroffenen Tracks wieder durch die Prototyp-Soundtracks ersetzt hat. In späteren Neuveröffentlichungen, wie Sonic Jam (1997), Sonic Mega Collection (2002) oder Sonic Classic Collection (2010) war zwar wieder der Buxer-Soundtrack enthalten, doch nach Michael Jacksons Tod schien sich die Situation wieder zu verschärfen: Sonic the Hedgehog 3 wurde nicht für PlayStation Network, nicht für den Nintendo eShop, nicht auf Smartphone-Betriebssystemen wie zum Beispiel iOS oder Android, nicht in der Sega Ages-Serie und nicht für das Sega Mega Drive Mini berücksichtigt oder veröffentlicht. Auch im 2011 erschienenen Sonic Generations, welches Level der berühmtesten Sonic-Spiele enthält, wird Sonic the Hedgehog 3 ausgelassen und nach der Sonic-the-Hedgehog-2-Passage wird das Spiel mit der Sonic-&-Knuckles-Passage fortgesetzt.
Die genauen Vertragsdetails diesbezüglich sind unbekannt, sollen jedoch kompliziert definiert oder an sehr hohen Lizenzkosten bzw. Forderungen von Brad Buxer verknüpft sein, weswegen Sega den dritten Teil von 2010 bis 2022 nicht erneut veröffentlichen konnte. Als Sonic Origins (2022) das Spiel schließlich wieder enthielt, wurden jedoch alle Brad-Buxer-Soundtracks wie bereits 1997 erneut durch den ursprünglichen Soundtrack ersetzt. Jun Senoue komponierte leicht abgeänderte Versionen des Prototyp-Soundtracks, an denen er bereits 1993 mitgewirkt hatte und implementierte diese in Sonic Origins.

## Neuveröffentlichungen und Nachfolger

### Neuveröffentlichungen
1997 erschien die Sonic & Knuckles Collection für den PC. Diese enthält unter anderem Sonic the Hedgehog 3 als auch die kombinierte Version Sonic 3 & Knuckles, hat aber in jedem Fall die von Michael Jackson komponierten Soundtracks durch die ursprüngliche Musik des Prototyps ersetzt. 1997 war Sonic the Hedgehog 3 auf dem Sega-Saturn-Spiel Sonic Jam erstmals mit einem neuen Easy-Mode, bei dem es weniger Gegner und mehr Plattformen gibt, spielbar. Auch die Sonic Mega Collection (2002, Nintendo GameCube), Sonic Mega Collection Plus (2004, PlayStation 2, Xbox, PC), Sega Mega Drive Ultimate Collection (2009, PlayStation 3, Xbox 360), Sonic PC Collection (2009, PC), Sonic Classic Collection (2010, Nintendo DS) und Sega Mega Drive Classics (2010, PC) enthielten dieses Spiel. Sonic the Hedgehog 3 wurde zudem im Wii-Shop-Kanal, Xbox Live Arcade und auf Steam (nur als Teil von Sonic 3 & Knuckles) online erneut angeboten.
Für den Mobilemarkt wurde das Spiel bislang nicht umgesetzt. Sonic 3 & Knuckles, welches den Inhalt und die Level von Sonic the Hedgehog 3 komplett enthält, war erstmals mit Verbesserungen wie einem 16:9-Bildschirmformat auf den Collections Sonic Origins (2022), welches auf den Tag genau zum 31. Jubiläum des ersten Sonic-Spiels erschien, sowie Sonic Origins Plus (2023), welches auf den Tag genau zum 32. Jubiläum des ersten Sonic-Spiels erschien, vertreten.

### Nachfolger
Nach Sonic the Hedgehog 3 folgte noch 1994 Sonic & Knuckles. Zahlreiche weitere Sonic-Spiele behandelten zukünftig sowohl Jump 'n' Runs als auch andere Genres. Dabei werden vor allem Sonic the Hedgehog 4: Episode I (2010), Sonic the Hedgehog 4: Episode II (2012) und Sonic Mania (2017) als Nachfolger der klassischen Sega Mega Drive-Spiele angesehen.

## Rezeption
Sonic the Hedgehog 3 erhielt vorwiegend gute bis sehr gute Wertungen. Gelobt wurde die erhöhte Spieldauer in den einzelnen Leveln, was jedoch zu weniger Zonen und somit weniger Abwechslung führte.

„Genial! Mit Sonic 3 hat sich Sega wieder einmal selbst übertroffen. Sonic 3 ist definitiv bislang das beste Sonic-Spiel. Sonic 1 war toll, Sonic 2 war prächtig, Sonic CD war sehr gut und Sonic 3 ist ganz einfach brillant. Die 16 MBit des Moduls wurden vollgepackt mit umwerfenden Grafiken, megamäßigen Soundtracks, die wahre Ohrwürmer sind, komplexen Levels, brillanten Animationen und einem einzigartigen Gameplay. Auch in Sachen Bonusstages und Special Stages leisteten die Programmierer ganze Arbeit. An Sonic 3 kommt niemand vorbei!“

„Ich kann das Modul ohne weiteres jeden Jump’n’Run-Fan zum Kauf empfehlen. Es wird ein solides, wenn auch schon mehrfach dagewesenes Spiel präsentiert, was technisch ohne Mängel aufwartet. Zudem hat Sega diesmal dem Modul eine längst überfällige Batterie-Speicher-Funktion gespendet, welche schon längst vonnöten war. Damit entfällt der lästige Neuanfang bei bereits geschafften Levels. Weitere Sonic-Abenteuer sind unterwegs und erscheinen noch dieses Jahr.“

Die genauen Verkaufszahlen sind ungewiss, da Sega lediglich publizierte, dass sich Sonic the Hedgehog 3 und Sonic & Knuckles zusammen 4 Millionen Mal auf dem Sega Mega Drive verkauften. Die Version auf Xbox Live Arcade wurde 203.000-mal heruntergeladen.